# Castello di Massafra

Francobollo raffigurante il Castello di Massafra, emesso il 13 aprile 2007

Il castello di Massafra si trova nel centro storico di Massafra, in località lo Pizzo e si affaccia sulla gravina San Marco.
La sua struttura e i motivi architettonici sono simili a quelli di altri castelli pugliesi, con quattro torrioni disposti a quadrilatero e legati da cinte murarie. Tre torri sono a pianta circolare mentre il torrione a sud-est è ottagonale.

## Storia
I primi riferimenti documentari sul castello risalgono al 970. In un diploma del 1081 il castello risulta di proprietà di Riccardo Senescalco. Con il dominio angioino, il castello assunse l'aspetto di una fortezza con mura e torri merlate. Subì ulteriori trasformazioni sotto gli Aragonesi e nel XVIII secolo la famiglia degli Imperiali ricostruì la torre ottagonale e la facciata verso la gravina, opera dell'architetto leccese Mauro Manieri.
Il castello passò successivamente in possesso di diversi proprietari e fu infine acquistato dal Comune.
L'ingresso principale, su via La Terra, immette nella cosiddetta piazza d'armi e conduce ad una rampa che portava al ponte levatoio sulla facciata del castello, di cui sono ancora visibili le carrucole, e da questo al cortile interno del castello; nel piazzale era presente anche un pozzo. Una scalinata nel cortile interno del castello permette l'accesso al piano superiore ove erano gli ambienti della residenza signorile. Nei piani inferiori vi erano locali adibiti a diversi usi: scuderia, fienile, armeria, prigioni (corrispondenti alle torri su via La Terra e alla torre ottagonale), magazzini, neviere e pecerie (dove si conservava la pece per le fiaccole). Vi era anche una cappella dedicata a San Lorenzo. Secondo la tradizione popolare esistono passaggi segreti e una galleria che collega il castello al mare.
Nel corso della seconda metà del'900 sono stati eseguiti diversi restauri alla struttura: nel 1965 venne riparata la torre a sud-ovest, che era crollata, e nel 1975 il parapetto che era franato. Intorno al 2000 è stata consolidata la torre est e risistemato il piazzale antistante il Castello; è stato installato un moderno ascensore. 
Gli ambienti del castello sono utilizzati come sede della "Biblioteca civica" e del "Civico museo storico-archeologico della civiltà dell'olio e del vino".
Nel 2007 il castello è stato raffigurato, come simbolo della città di Massafra, in un francobollo emesso il 13 aprile 2007.
Dal 23 marzo 2014, per concessione del Comune di Massafra, alcuni locali del castello ospitano la sede sociale della Delegazione provinciale di Taranto dell'Istituto Nazionale per la Guardia d'onore alle Reali Tombe del Pantheon, intitolata e dedicata alla memoria del M.llo C.C. Carlo De Trizio, caduto a Nassiriya il 27 aprile.